# مجيد أرسلان
مجيد توفيق أرسلان (1908 - 1983)، هو سياسي لبناني من أحد أبرز رجال الاستقلال وأحد أهم رجال الدولة. ولد لعائلة درزية عريقة وسرعان ما تبوّأ مناصب هامة. شغل مناصب وزارية ابتداء من العام 1937 إلى العام 1975. انتخب كنائب سنوات 1934, 1937, 1943, 1951, 1953, 1957, 1960, 1964, 1968 1972.
ولد الأمير مجيد في شباط 1908 في الشويفات. عام 1932، تزوج من قريبته الأميرة لميس شهاب وله منها ولدان: توفيق (2003-1935) وفيصل (2009-1941).
بعد وفاة زوجته الأولى، تزوج عام 1956 من الست خولا جنبلاط وله منها 3 بنات: زينة، ريما ونجوى بالإضافة إلى الأمير طلال أرسلان، الذي كان عضو مجلس النواب بأكثر من دورة برلمانية واحدة، وكما رئيس الحزب الديموقراطي اللبناني الذي قام بتأسيسه عام 2001. كان مجيد معروفًا بالفروسية التي كان يمارسها في قرية جنوبية واسمها "المجيدية" (3 ملايين متر مربع) والمسماة على اسمه. تلقى علومه في مدارس البعثة اللائكية الفرنسية. درس الأمير مجيد في مدرسة فرن.

## حياته السياسية
كان الزعيم الدرزي الأبرز ورئيس كتلة برلمانية في مجلس النواب طيلة حياته. كان الأمير مجيد الزعيم الأرسلاني الذي فاز في الانتخابات النيابية عام 1931 على رأس كتلة نيابية في كل الانتخابات النيابية المتتالية من 1931 إلى 1972.
خلال الأعوام ال35، تبوأ عدة مناصب وزارية، وهي:
- تشرين الأول 1937: وزير الزراعة.
- أيلول 1943: وزير الصحة ووزير الدفاع.
- تموز 1944: وزير الصحة ووزير الدفاع.
- أيار 1946: وزير الصحة ووزير الدفاع.
- كانون الثاني 1946: وزير الاتصالات ووزير الدفاع.
- حزيران 1947: وزير الاتصالات ووزير الدفاع.
- تموز 1948: وزير الزراعة ووزير الدفاع.
- تشرين الأول 1949: وزير الدفاع.
- شباط 1954: وزير الصحة ووزير الدفاع.
- تموز 1955: وزير الدفاع.
- آذار 1956: وزير الدفاع.
- تشرين الثاني 1956: وزير الصحة ووزير الزراعة.
- آب 1957: وزير الاتصالات ووزير الدفاع.
- آذار 1958: وزير الزراعة.
- آب 1960: وزير الدفاع.
- تشرين الأول 1961: وزير الدفاع.
- تشرن الأول 1968: وزير الدفاع ووزير العدل.
- كانون الثاني 1969: وزير الدفاع.
- تشرين الثاني 1969: وزير الدفاع.
- أيار 1969: وزير الدفاع.
- تموز 1975: وزير الصحة وللزراعة وللإسكان.

## قصة الاستقلال عام 1943
احتلت فرنسا لبنان عام 1918 بعد الحرب العالمية الأولى. وفي العام 1943، وقع زعماء لبنان والوزراء على الميثاق الوطني الذي نص على ما يلي:
1- لبنان بلد مستقل ذو وجه عربي.
2- لا يحكم لبنان من قبل الغرب ولا من الشرق.
3- لا للاستعمار.
4- تمثيل الطوائف في الوزارات وجميع المراكز الحكومية.
5- إن الجمارك والسكك الحديدية وشركة الريجي (شركة تحتكر التبغ) هي تابعة للحكومة اللبنانية.
6- يجب على الحكومة اللبنانية أن تشرف وتراقب حدودها.
في 10 تشرين الثاني 1943 : رد الفرنسيون على الميثاق باعتقال الرئيس بشارة الخوري، رئيس مجلس الوزراء رياض الصلح، والوزراء كميل شمعون، عادل عسيران ورشيد كرامي، وسجنتهم في قلعة راشيا في البقاع. نجا من الاعتقال كل من الوزراء مجيد أرسلان، صبري حمادة وحبيب أبو شهلا لعدم تواجدهم في بيوتهم في تلك الليلة.
في 11 تشرين الثاني 1943، شكل كل من الأمير مجيد وصبري حمادة وحبيب أبو شهلا «حكومة لبنان الحر» يترأسها حبيب أبو شهلا، كان مقر هذه الحكومة في بشامون، التي تبعد 30 كم عن بيروت. جمّع الأمير مجيد من حوله العديد من الرجال وتم تسليحهم لمواجهة القوات الفرنسية. كما عمت أعمال الشغب واضطرابات جميع أنحاء البلاد. عقد النواب جلسة سرية تم فيها رسم وتوقيع العلم اللبناني الجديد الذي رفع في بشامون.
في 21 تشرين الثاني 1943، ونتيجة لأعمال الشغب، الإضراب المفتوح، المواجهة المسلحة وتدخل الدول العربية والأجنبية، تم الإفراج عن المعتقلين السياسيين، الذين نقلوا إلى بشامون، شكروا الرجال وأنشدوا النشيد الوطني اللبناني أمام العلم اللبناني الذي قبلوه.
في 22 تشرين الثاني 1943، تم إعلان لبنان دولة مستقلة.
بصفته وزيرا" للدفاع، أسس الأمير مجيد أرسلان الجيش اللبناني بالتعاون مع فؤاد شهاب. قاد الأمير مجيد أرسلان حملة في فلسطين في حزيران 1948، واستطاع استرداد قرية المالكية، قرية فلسطينية، من الصهاينة.

## وفاته
توفي في 18 أيلول 1983 عن عمر 75 عاما، ووري الثرى في خلدة جنوبي بيروت. وخلفه نجله الأمير طلال أرسلان رئيس الحزب الديمقراطي اللبناني.